# Irhás Ignác
Irhás Ignác (Miskolc, 1985. március 18. –) magyar labdarúgó, középpályás. Jelenleg a Bőcs KSC játékosa, kölcsönben Mezőkövesden szerepelt.

## Pályafutása
Bőcsön kezdte pályafutását 2005 és 2009 között, majd 2009 és 2011 között a Szombathelyi Haladás középpályás játékosa volt. 2011–2014-ig a Mezőkövesd játékosa volt. 2014-től a Tállyai SE játékosa. 2016-től Kisvárdán, majd Tiszafüreden játszott. 2019 nyarán vissza tért a Bőcsi KSC-hez. 2019. augusztus 28-án vállalkozást indított.

## Profi klubok
| Időszak                               | Klub          | Mérkőzés | Gólok |
| ------------------------------------- | ------------- | -------- | ----- |
| 2005. július 1.-2009. június 27.      | Bőcs          | 96       | 16    |
| 2009. június 28.-2011. augusztus 30.  | Haladás       | 43       | 3     |
| 2011. augusztus 31.-2014. február 18. | Mezőkövesd    | 15       | 4     |
| 2014. február 19.-2014. június 13.    | Kisvárda      | 16       | 1     |
| 2014. július 29.-2016. június 30.     | Kazincbarcika | 53       | 6     |
| 2016. július 27.-2018. június 30.     | Tállya KSE    | 57       | 10    |
| 2019-                                 | Bőcs          | 76       |       |

## Külső hivatkozások
- Adatlapja a HLSZ.hu-n (magyarul)